# Furna do Dragoeiro
A Furna do Dragoeiro é uma gruta portuguesa localizada na freguesia de São Mateus, no concelho de Santa Cruz da Graciosa, ilha Graciosa, arquipélago dos Açores.
Esta cavidade, recentemente inventariada e denominada, apresenta uma geomorfologia de origem vulcânica em forma de tubo de lava localizado na encosta da Caldeira da Graciosa e apresenta um comprimento de 18,65 m, por uma largura máxima de 3 m e  por uma altura também máxima de 3 m.